# Zhao Yiman
Zhao Yiman (xinès simplificat: 赵一曼, pinyin: Zhào Yīmàn), (Xuzhou, 25 d'octubre de 1905 - 2 d'agost de 1936) va ser una combatent xinesa contra l'Exèrcit Imperial Japonès al nord-est de la Xina, ocupat per l'estat titella japonès de Manchukuo. Va ser capturada i executada per les forces japoneses el 1936. A la Xina se l'ha arribat a considerar una heroïna nacional. El 1950 es va rodar una pel·lícula sobre la seua vida. Ell 2005, s'estrenà My Mother Zhao Yiman, basada en els records del seu fill.

## Biografia
El seu nom de naixement era Li Kuntai (李坤泰), sent filla d'una rica família de la província de Sichuan.
Es va unir al Partit Comunista de la Xina el 1926. Un any després, al setembre de 1927, va viatjar a la Unió Soviètica per estudiar a la Universitat Sun Yat-sen de Moscou. Casada amb el seu company Chen Dabang, van tornar a la Xina en l'hivern de 1928, i van participar en una xarxa clandestina comunista a Xangai, i després a la província de Jiangxi. Després de l'Incident de Mukden, va ser enviada a el nord-est de la Xina per a iniciar la lluita contra l'ocupació japonesa. Va canviar el seu nom a Zhao Yiman per evitar implicar la seua família.
El novembre de 1935, l'Exèrcit Imperial Japonès i les tropes de Manchukuo van envoltar les forces xineses al nord-est. Zhao Yiman, qui era comissària política en un dels regiments, va resultar greument ferida. Diversos dies més tard, els japonesos van trobar a Zhao en una granja on es recuperava. En la lluita subsegüent, va ser ferida de nou i capturada. Zhao va ser torturada després d'una discussió amb els interrogadors. En vista de la seua resistència, els japonesos la van enviar a un hospital per a que rebera tractament. Allà, Zhao va persuadir a Han Yongyi, una infermera, i a Dong Xianxun, un guàrdia, per a que l'ajudaren a escapar. Va fer-ho, però seria capturada novament pels japonesos a no molta distància de la base guerrillera, i patiria encara més tortures pel seu intent de fugida. Va ser executada pels japonesos el 2 d'agost de a 1936. Abans de l'execució, va escriure una carta de comiat al seu fill Ning'er, el qual la va sobreviure. El guàrdia que va ajudar a Zhao a fugir, Dong, també moriria poc després a la presó, havent patit tortures.

## Galeria

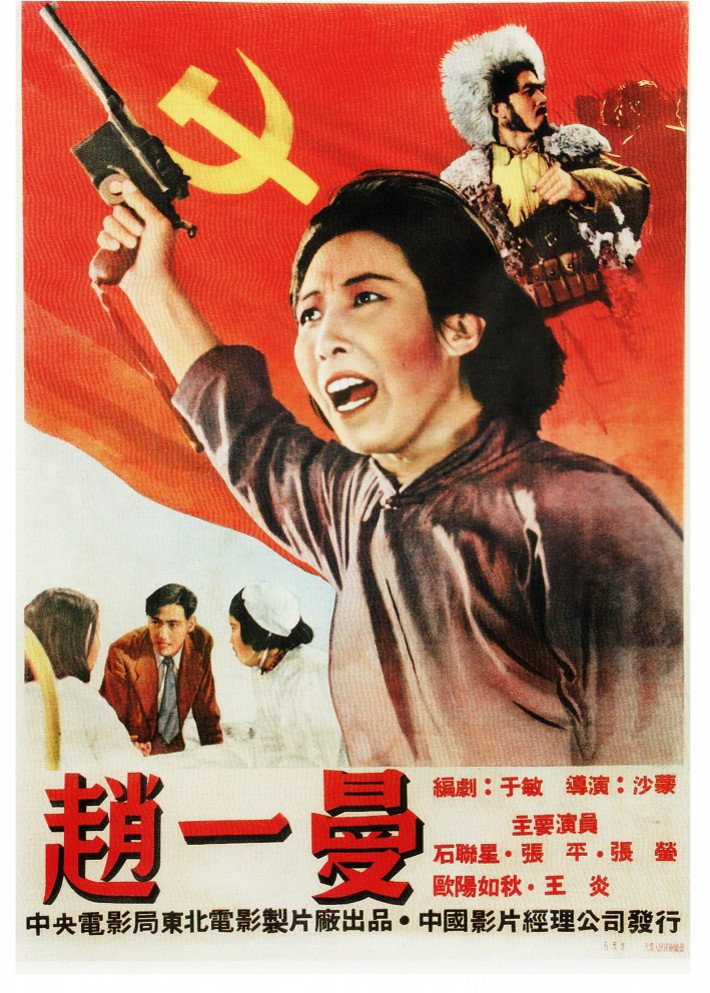
Cartell de la pel·lícula de 1950 Zhao Yiman, protagonitzada per Shi Lianxing.
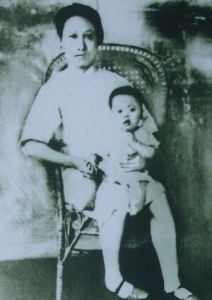
Zhao Yiman i el seu fill Ning'er.